# Élancrin

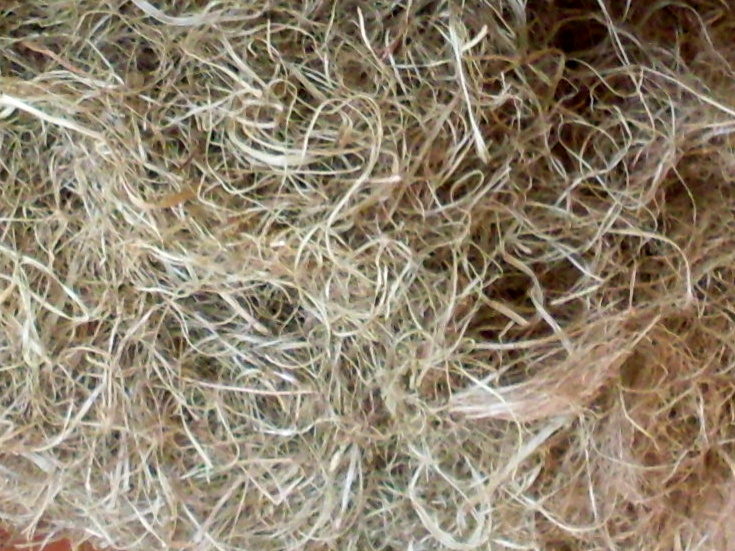
Crin végétal

L'élancrin, aussi appelé célancrin est une fibre fabriquée à partir de la bourre de la noix de coco.
Les pays de production principaux sont l'Inde et le Sri Lanka. 
Cette fibre est utilisée par les artisans tapissiers-décorateurs pour garnir des sièges. Elle est moins coûteuse que le crin animal.